# Sent Joan d'Alcàs e Sent Paul de las Fonts
Sant Joan e Sant Paul (en francès Saint-Jean-et-Saint-Paul) és un municipi francès situat al departament de l'Avairon i a la regió d'Occitània.

## Demografia
| 1962                                       | 1968 | 1975 | 1982 | 1990 | 1999 | 2006 |
| ------------------------------------------ | ---- | ---- | ---- | ---- | ---- | ---- |
| 314                                        | 303  | 275  | 242  | 208  | 218  | 257  |
| Des de 1962: població sense dobles comptes |      |      |      |      |      |      |

## Administració
| Període | Identitat               |
| ------- | ----------------------- |
| 2001    | Marie-Thérèse Foulquier |
| 2015    | Florian Solier          |